# Snuf de hond
Snuf de hond is een Nederlandse jeugdboekenserie geschreven door Piet Prins (een pseudoniem van Piet Jongeling) met in de hoofdrollen de herdershond Snuf, zijn baasje Tom Sanders en zijn vrienden Karel van Doorn en Bertus Verhoef. De illustraties werden verzorgd door Jaap Kramer.
De reeks begint tijdens de Tweede Wereldoorlog als Nederland gebukt gaat onder de Duitse bezetting en Tom Sanders, een dorpsjongen, met zijn vader een hond gaat kopen in de stad. Toms keuze valt op een jonge Duitse herder die hij Snuf noemt. De hond wordt afgericht door de mysterieuze onderduiker Haaksma die als 'knecht' op de boerderij van de vader van Bertus Verhoef werkt. En het is dankzij deze vakkundige africhting dat Snuf in staat is zijn baasje en zijn vrienden uit vele avonturen te redden.

## Boektitels
1. Snuf de hond door Piet Prins (Jongeling), 1954 eerste druk, maar verscheen al in 1948 als feuilleton in het Gereformeerd Gezinsblad.
2. Snuf en het spookslot (1966, verscheen oorspronkelijk al in 1953 als 'Het geheim van de Valkenhorst')
3. Snuf en de jacht op Vliegende Volkert (1967, oorspronkelijk 'De jacht op de vliegende Volkert' - 1954)
4. Snuf en de IJsvogel (1968, oorspronkelijk 'De zwerftocht van de IJsvogel' - 1955)
5. Snuf en de geheime schuilplaats (1976)
6. Snuf en de verborgen schat (1979, oorspronkelijk 'De verborgen schat' - 1959)
7. Snuf en de verre voetreis (1980)
8. Snuf en de Zwarte Toren (1982)
9. Snuf en de luchtpostbrief (1985)

De boeken werden geïllustreerd door Jaap Kramer.
De uitgever is Vuurbaak.

## Luisterboeken
In 2009 is bij Uitgeverij de Vuurbaak te Barneveld Snuf de hond als luisterboek verschenen. Dit boek is ingesproken door Rikkert Zuiderveld. De overige delen van de serie worden geproduceerd door Uitgeverij de Toren in Genemuiden. Ze worden voorgelezen door Herman Schaeffer.
Als luisterboek worden aangeboden:
1. Snuf de hond (2009)
2. Snuf en het spookslot (2013)
3. Snuf en de jacht op vliegende Volckert (2014)
4. Snuf en de IJsvogel (2014)
5. Snuf en de geheime schuilplaats (2015)
6. Snuf en de Zwarte Toren (2015)
7. Snuf en de luchtpostbrief (2015)
8. Snuf en de verborgen schat (2016)
9. Snuf en de verre voetreis (2018)

## Films en televisieserie
Er zijn vier films uitgebracht die gebaseerd zijn op afzonderlijke delen van de serie. De eerste film – op basis van Snuf de hond – is getiteld Snuf de hond in oorlogstijd. De film, met Tom van Kalmthout en Vivian van Huiden in de hoofdrol, is uitgebracht door de Evangelische Omroep. De regisseur is Steven de Jong. De film was in november 2008 op televisie te zien en is ook op dvd verschenen. De tweede film, ook onder regie van Steven de Jong, is getiteld Snuf en de jacht op Vliegende Volckert. De derde en vierde werden in 2010 opgenomen. De derde film Snuf en het spookslot werd in november 2010 direct op dvd uitgebracht. De vierde film Snuf en de IJsvogel is net als de derde film in december 2010 op televisie uitgezonden. De derde en vierde film kennen enkele verschillen met de twee voorlopers. Zo spelen Ydwer Bosma en Joosje Duk nu de hoofdrollen als Tom en Mirjam en speelt het verhaal zich af in de 21ste eeuw.

### Rolverdeling
| Personage                            | Film / vertolker(s)         | Film / vertolker(s)                            | Film / vertolker(s)   | Film / vertolker(s) |
| Personage                            | Snuf de hond in oorlogstijd | Snuf de hond en de jacht op Vliegende Volckert | Snuf en het spookslot | Snuf en de IJsvogel |
| ------------------------------------ | --------------------------- | ---------------------------------------------- | --------------------- | ------------------- |
| Tom Sanders                          | Tom van Kalmthout           | Tom van Kalmthout                              | Ydwer Bosma           | Ydwer Bosma         |
| Mirjam Weisman                       | Vivian van Huiden           | Vivian van Huiden                              | Joosje Duk            | Joosje Duk          |
| Tjerk Verhoef                        | Steven de Jong              | Steven de Jong                                 | Steven de Jong        | Steven de Jong      |
| Jeltje Verhoef                       | Sanneke Bos                 | Sanneke Bos                                    | Dominique van Vliet   | Dominique van Vliet |
| Bauke                                | Rense Westra                | Rense Westra                                   | Rense Westra          | Rense Westra        |
| Dieter                               | Malte Huthoff               | Malte Huthoff                                  |                       |                     |
| Dries                                | Wim Serlie                  |                                                | Wim Serlie            |                     |
| Kapitein Brandenburg (alias Haaksma) | Bas Muijs                   | Bas Muijs                                      |                       |                     |
| Jaap                                 |                             |                                                | Pim Wessels           |                     |
| Zwarte Betram                        |                             |                                                | Bart de Vries         |                     |
| Rechercheur Barninkhof               |                             |                                                | Michiel de Jong       |                     |
| Wasil                                |                             |                                                | Kenan Raven           |                     |
| Hoofdinspecteur                      |                             |                                                | Dieter Jansen         |                     |
| Ada                                  |                             |                                                | Gaby Blaaser          |                     |
| Niels                                |                             |                                                |                       | Yoni Serlie         |
| Jimmy                                |                             |                                                |                       | Leo de jong         |
| Tjeerd                               |                             |                                                |                       | Marcel Faber        |
| Roelie van Tongeren                  |                             |                                                |                       | Eva Crutzen         |
| Boer Jan                             |                             |                                                |                       | André de Zee        |
| Burgemeester                         | Joep Sertons                | Joep Sertons                                   |                       |                     |